# Good Charlotte
Good Charlotte (transkr. Gud Šarlot) američkа je muzička grupa iz Voldorfa u Merilendu. Osnovana je 1995. godine, a ime je dobila po dečjoj knjizi Good Charlotte: The Girls of Good Day Orphanage.

## Članovi

### Sadašnji
- Džoel Maden — glavni vokal (1995—), klavijature (1995—1998)
- Bendži Maden — solo gitara, vokal (1995—)
- Pol Tomas — bas-gitara (1995—)
- Bili Martin — ritam gitara, klavijature (1998—)
- Din Batervort — bubanj (2005—)

### Bivši
- Aron Eskolopio — bubanj (1995—2001)
- Kris Vilson — bubanj (2001—2005)

## Diskografija

### Studijski albumi
- (2000)
- (2002)
- (2004)
- (2007)
- (2010)
- (2016)
- (2018)

### Singlovi
- (2000)
- (2001)
- (2002)
- (2003)
- (2003)
- (2004)
- (2005)
- (2007)
- (2007)
- (2007)
- (2010)
- (2010)
- (2011)
- (2015)

## Spoljašnje veze
- Zvanični veb-sajt Архивирано на веб-сајту  (17. јануар 2021)
- na sajtu
- na sajtu
- na sajtu
- na sajtu